# Бібервір
Бібервір (нім. Biberwier) —  громада округу Ройтте у землі Тіроль, Австрія.
Бібервір лежить на висоті 989 м над рівнем моря і займає площу 29,4 км². Громада налічує 632 мешканців.
Густота населення 21/км².
|                                   |
| Бібервір на мапі округу та землі. |

 Адреса управління громади: Fernpaßstraße 27, 6633 Biberwier.